# كوين (فلم)
ملكة (بالإنجليزية: Queen) هو فيلم هندي صدر يوم 7 مارس عام 2014. الفيلم من إخراج فيكاس باهل و بطولة كل من كانغنا رنولت وراجكومار راو في الأدوار الرئيسية.
تم عرض الفيلم لأول مرة في مهرجان بوسان شهر أكتوبر 2013 .

## القصة
بعدما فسخ راجكومار راو خطبتهما، تقرر كانغنا رنولت _الفتاة غير الواثقة من نفسها_ السفر وحدها إلى باريس (الوجهة التي كان مقررا أن يقضيا فيها شهر العسل بعد الزواج ). هذا السفر كان مناسبة لتتعرف على أصدقاء جدد من جنسيات مختلفة وتكتشف برفقتهم أماكن رائعة وتعيش لحظات ومواقف مميزة غيرت حياتها بالكامل وأنستها صدمة فسخ الخطبة وتستعيد بذلك ثقتها بنفسها.

## طاقم الممثلين
- كانغانا رانوت بدور راني
- راجكومار راو بدور فيجاي
- ليزا هايدون بدور فيجايلاكشمي

## الإستقبال

### شباك التذاكر
بلغ مجمل ايرادات الفيلم 97 كرور أي ما يعادل 15 مليون دولار أمريكي.

### الاستقبال النقدي
لقي الفيلم استحسان كبير من طرف النقاد، مشيدين بأداء كانغنا رنولت الرائع.

## الموسيقى التصويرية
موسيقى الفيلم التصويرية هي من تأليف الملحن أميت تردفي

## وصلات خارجية
- مقالات تستعمل روابط فنية بلا صلة مع ويكي بيانات
- الموقع الرسمي